# Alfred Hamilton Barr Jr.
Alfred Hamilton Barr Jr. (Detroit, 28 gennaio 1902 – 15 agosto 1981) è stato uno storico dell'arte statunitense. Fu anche  il primo direttore del  Museum of Modern Art di New York, organizzò fra le altre cose la mostra di Van Gogh del 1935. A lui si deve il termine "espressionismo astratto" che coniò nel 1929 in occasione del suo commento ad un quadro di Vasily Kandinsky, tale termine fu in seguito ripreso da Robert Coates nel 1946.

## Biografia
Dopo aver studiato storia dell'arte con Frank Jewett Mather e Charles Rufus Morey si laurea nel 1924 ad Harvard. A 27 anni divenne direttore del museo grazie alla nomina proposta da Paul J. Sachs.
Barr, durante la sua direzione del MoMA, ha adottato un criterio storiografico che determinerà poi lo sviluppo della storia dell'arte del dopoguerra, in contrasto con la linea tenuta in Europa, che osteggiava le nuove tendenze avanguardistiche (soprattutto in Germania, con la cosiddetta Arte Degenerata); lo possiamo vedere attraverso alcune importanti mostre svoltesi al MoMA:
- "Modern Architecture: International Exhibition", a cura di Philip Johnson, 1932
- "Machine Art", 1934, che testimonia un'apertura al nuovo campo del design.
- "Cubism and Abstract Art", 1936
- Fantastic Art, Dada and Surrealism, 1936-37.

Barr, già insegnante di storia dell'arte al Wellesley College, ha ideato il “Diagramma di Barr”, pubblicato per la prima volta nel catalogo della mostra Cubism and Abstract Art (MoMA, 2 marzo-19 aprile, 1936).
Detto grafico illustra lo sviluppo storico e i legami tra correnti e controcorrenti dell'arte moderna fino al 1936.
Il lavoro di Barr è stato successivamente ripreso ed esteso temporalmente, fino agli anni 2000, dal critico italiano di arte moderna e contemporanea Giosuè Allegrini, con la pubblicazione, nel 2013, del “Diagramma di Barr - Allegrini”.